# Nagy-Kevély
A Nagy-Kevély a Pilis-hegység délkeleti részén sasbércként kiemelkedve a Kevélyek csoportjának központi, 534 méterével egyben a legmagasabb tagja. Közvetlenül alatta, délkeleti irányban Pilisborosjenő, északnyugatra Csobánka, míg kissé távolabb, északkelet felé Pomáz, keletre Budakalász és Budapest III. kerülete, délkeletre pedig Üröm helyezkedik el. A Nagy-Kevély tövében – a zöld jelzésen, délkelet felé – találjuk az Egri csillagok filmváltozatának forgatási helyszínéül felépített romos díszletvárat, a kék jelzésen pedig déli irányban a Teve-sziklákat. A tetején sorakozó kopár dolomitsziklákról déli irányban gyönyörű kilátás nyílik a Pilisborosjenői-medencére és közvetlenül mögötte Solymári-völgyre, azon túl a Budai-hegység vidéke, tőle keletre pedig a főváros terül el. Nyugat felé tekintve a Pilis hegyei magasodnak.

## Nevének eredete
A hegy lejtőit a törökök kiűzése után letelepedett szerb lakosság kovily-nak nevezte el, ami árvalányhajat jelent. Szerb nyelvterületen így nevezik az olyan hegyoldalakat, amelyek legeltetésre alkalmatlanok, és csupán árvalányhaj nő rajtuk. A kevély szó Faludi Ferenc nyelvújító leleménye; a kovily-ból csak a 19. században lett kevély.
Ennek ellentmond, hogy a török hódoltság után sváb lakosság települ többek között Pilisborosjenőre és Ürömre is. Valamint egy 1355. március 29-i határbejárás már Kewel néven említi.

## Jelentősebb barlangjai
- Arany-lyuk (a Nagy-Kevély és az Ezüst-hegy közötti gerincen)
- Gyopáros-, avagy Szódás-barlang[3]
- Kápolna-barlang
- Kevély-nyergi-rókalyuk
- Kevély-nyergi-zsomboly (a Kevély-nyereg Nagy-Kevély felőli oldalában)
- Kristály-barlang
- Ördöglépcső-sziklaüreg
- Szabó József-barlang
- Zöld-barlang

## Turizmus
Csúcsán egykor háromszögelési gúla és kilátó állt. A csúcstól északnyugatra, a Kevély-nyeregben, az 1992-ben leégett és azóta elbontott Kevély-nyergi turistaház helyén számos turistaút fut össze: az Országos Kéktúra kék sávja, a zöld és a piros sáv (ez vezet át a csúcson), a sárga sáv, valamint a csúcsot elkerülő piros négyzet. Minden év májusában itt halad át a Kinizsi Százas teljesítménytúra. Az Egri vár felől a Kevély-nyeregbe fölvezető út 1962 óta Redlinger Adolfnak, a Természetbarátok Turista Egyesülete egykori elnökének nevét viseli.

## Galéria

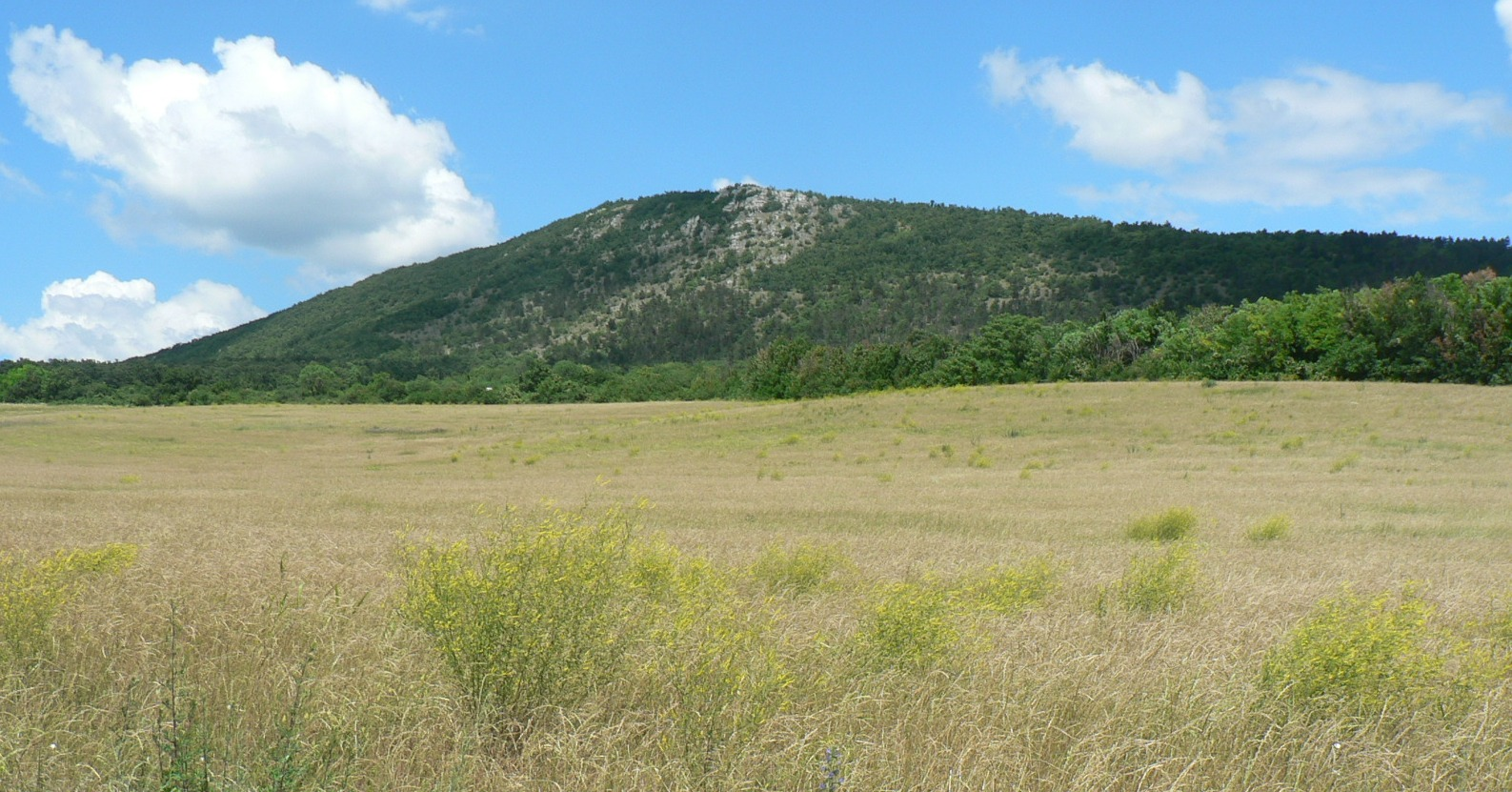
A Nagy-Kevély Pilisborosjenő felől
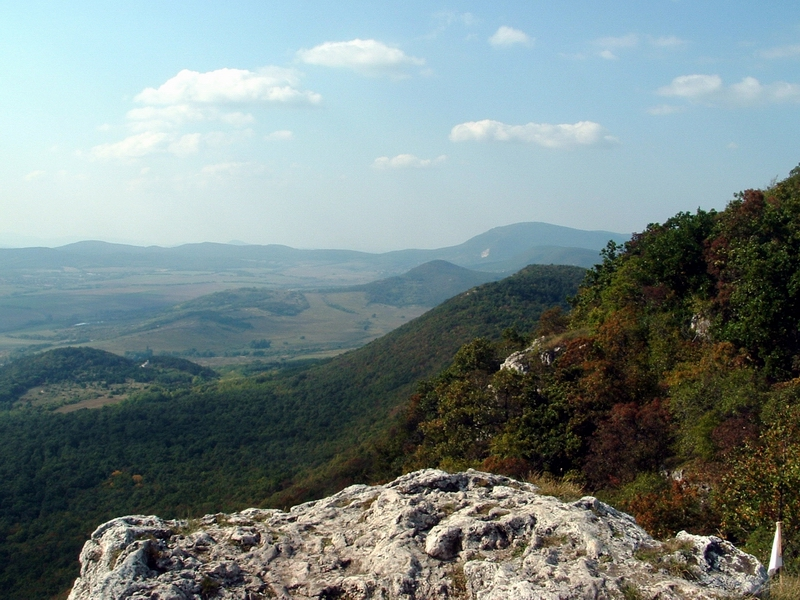
A Pilis hegység a hegy csúcsáról